# Anthemis aetnensis
Espèce
Classification phylogénétique
Anthemis aetnensis, la camomille de l'Etna, est une espèce de plante à fleurs de la famille des Asteraceae, endémique de Sicile.

## Description
Anthemis aetnensis est une plante vivace, de 10 à 30 cm de haut, comportant une tige ligneuse à la base. La plante très ramifiée forme de petits coussins en altitude sur les pentes de l'Etna parfois en association (Rumici-Anthemidetum aetnensis) avec l'astragale de Sicile (Astracantha sicula).
Les feuilles sont pennatiséquées, de 2 à 3 cm de long, charnues, tomenteuses et de couleur grisâtre.
Les capitules sont portés à l'extrémité de longs pédoncules dressés. De 2 à 2,5 cm de diamètre, ils comportent des fleurons périphériques blancs et un disque central de fleurons jaune orangé.
Cette espèce diffère d’Anthemis cretica par ses capitules plus petits (moins de 22 mm de diamètre), par ses feuilles plus petites, par les tons rosés qui peuvent être présents sur les ligules et par le fait que l'espèce est tétraploïde (4n = 36) alors que A.cretica est diploïde)(source : Identification, Typification, Affinités et Distribution géographique de quelques taxa européens du genre Anthemis, K. BATARDA FERNANDES, Anal. Inst. Bot. Cavanilles 32 (2) 1409-1488 (1975)).

## Distribution
La camomille de l'Etna croît sur les pentes de l'Etna, sur des sols de sables volcaniques, entre 1800 et 2 400 m.
C'est une des dix espèces endémiques de l'Etna.